# Hattmakarens borg
Hattmakarens borg är en brittisk film från 1942 baserad på A.J. Cronins bok. 

## Rollförteckning
| Robert Newton     | – James Brodie   |
| Deborah Kerr      | – Mary Brodie    |
| James Mason       | – doktor Renwick |
| Emlyn Williams    | – Dennis         |
| Henry Oscar       | – Grierson       |
| Enid Stamp-Taylor | – Nancy          |
| Beatrice Varley   | – fru Brodie     |
| Anthony Bateman   | – Angus Brodie   |
| June Holden       | – Janet          |
| George Merritt    | – Gibson         |
| Laurence Hanray   | – doktor Lawrie  |